# NGC 6691
NGC 6691 ist eine Balken-Spiralgalaxie vom Hubble-Typ SBbc im Sternbild Drache am Nordsternhimmel. Sie ist schätzungsweise 273 Millionen Lichtjahre von der Milchstraße entfernt.
Das Objekt wurde am 16. August 1884 vom US-amerikanischen Astronomen Lewis Swift entdeckt.